# Дортмунд
Дортмунд (њем. Dortmund, локални дијалект Düörpm, лат. Tremonia) град је у немачкој савезној држави Северна Рајна-Вестфалија. Број становника од 587.830, чини га највећим градом у региону, 7. по величини у Њемачкој, 34. у Европској унији. Река Рур протиче сјеверно од града. Посједује регионалну шифру (AGS) 5913000, NUTS (DEA52) и LOCODE (DE DTM) код.
Канал Дортмунд-Емс се завршава у дортмундској луци, која је највећа европска лука на каналу, и повезује Дортмунд са Сјеверним морем. Дортмунд је познат као „зелена метропола“, јер се скоро половина градске површине налази под парковима, каналима и пољопривредним културама.
Раније град је био познат по тешкој индустрији челика, угља и по пиву, док је данас његова индустрија оријентисана ка високим технологијама. Међутим, град има и једну од највиших стопа незапослености западне Њемачке.
Град је био један од градова домаћина светског првенства у фудбалу 2006. године. Најпознатији спортски колектив у Дортмунду је фудбалски клуб Борусија Дортмунд.

## Географија
Град се налази на надморској висини од 76 метара. Површина општине износи 280,4 km².

## Становништво
У самом граду је, према процјени из 2010. године, живјело 581.308 становника. Просјечна густина становништва износи 2.073 становника/km².